# Kingston (Jamaïque)
Pour les articles homonymes, voir Kingston.
Ne doit pas être confondu avec Kingstown, la capitale de Saint-Vincent-et-les-Grenadines.
Kingston est la capitale de la Jamaïque. Elle forme la paroisse de Kingston qui est située dans le comté de Surrey dans le sud-est du pays. C'est l'une des agglomérations des Antilles qui croît le plus rapidement (937 700 habitants pour seulement 480 km2).

## Géographie

### Situation
Kingston est entourée par les Blue Mountains, Red Hills, Long Mountain et le port de Kingston. La ville est située sur la plaine de Liguanea, une plaine alluviale située à côté du fleuve Hope.

### Climat
Kingston possède un climat tropical, caractérisé par une saison des pluies de mai à novembre, qui coïncide avec la saison des ouragans, et une saison sèche de décembre à avril.
| Mois                                       | Janv | Fév  | Mars | Avr | Mai  | Juin | Juil | Août | Sept | Oct | Nov  | Déc | Année |
| ------------------------------------------ | ---- | ---- | ---- | --- | ---- | ---- | ---- | ---- | ---- | --- | ---- | --- | ----- |
| Températures minimales moyennes (°C)       | 19   | 19   | 20   | 21  | 22   | 23   | 23   | 23   | 23   | 23  | 22   | 21  | 22    |
| Températures moyennes (°C)                 | 24,5 | 24,5 | 25   | 26  | 26,5 | 27,5 | 27,5 | 27,5 | 27,5 | 27  | 26,5 | 26  | 26,5  |
| Températures maximales moyennes (°C)       | 30   | 30   | 30   | 31  | 31   | 32   | 32   | 32   | 32   | 31  | 31   | 31  | 31    |
| Moyennes mensuelles de précipitations (mm) | 23   | 15   | 23   | 31  | 102  | 89   | 89   | 91   | 99   | 180 | 74   | 36  | 852   |

## Histoire

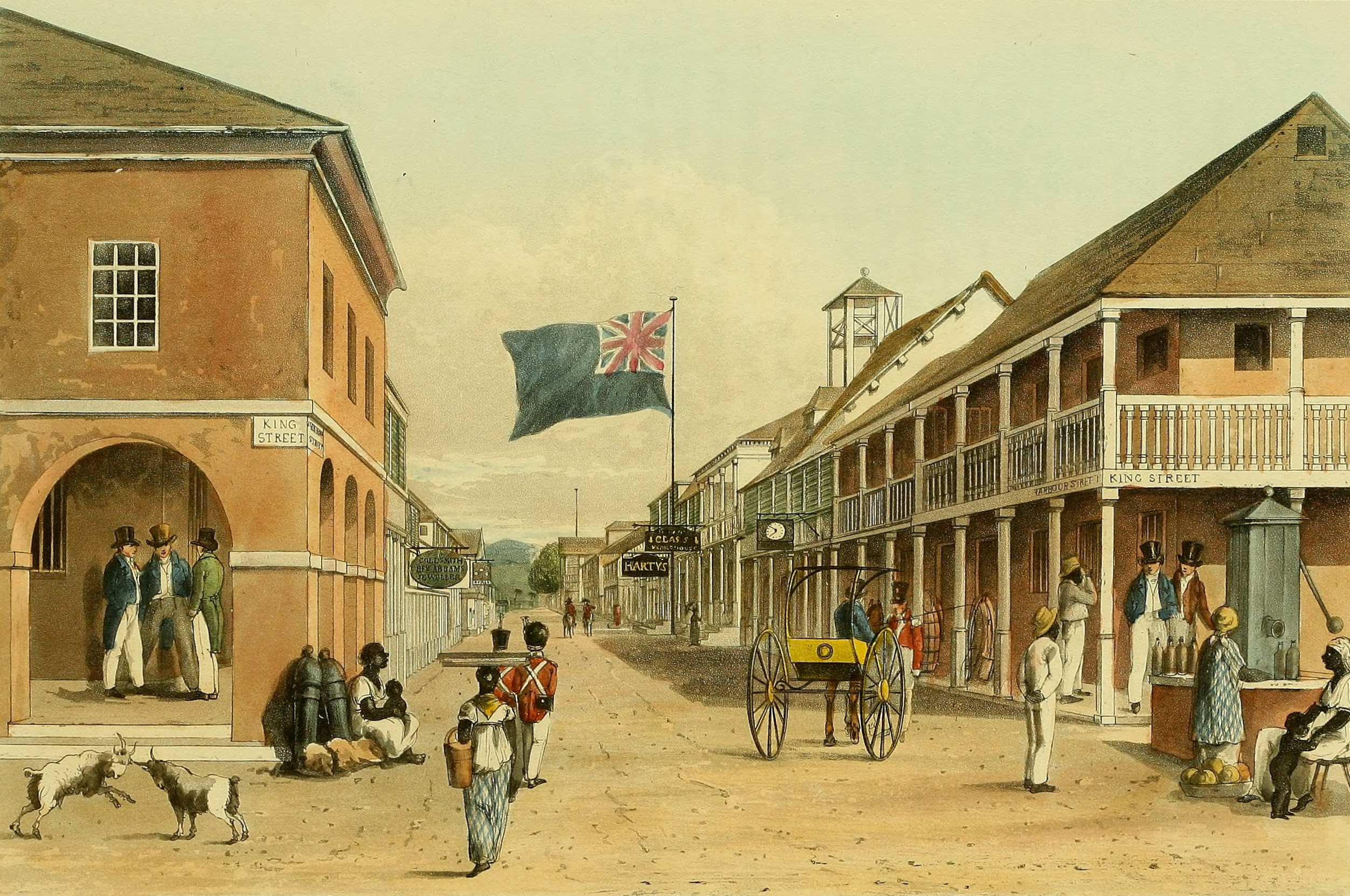
Harbour Street, Kingston, 1820

Cette ville a été fondée en 1693 par l'Angleterre après qu'un tremblement de terre a détruit la ville portuaire de Port Royal. La ville devient la capitale administrative de la Jamaïque en 1872 et conserve ce statut lorsque l'île devient indépendante en 1962.
Kingston, qui après 1962 devient la capitale de la Jamaïque indépendante, est à l'image de nombreuses villes appartenant à des pays anciennement colonisés : un centre-ville et un quartier nord directement hérités des colons britanniques, et où se concentrent la majeure partie des activités économiques et politiques, faisant le contraste très net et très violent avec la réalité des quartiers défavorisés.
Le développement de la ville n'est plus contrôlé et les "shanty towns" (bidonvilles) augmentent en superficie et en population. Kingston n'échappe pas au phénomène de paupérisation des banlieues, et accueille chaque jour de nouveaux habitants que l'exode rural continue à mener dans la capitale depuis le milieu du XXe siècle.
Une ligne de chemin de fer avait été tracée par les Anglais de Kingston jusqu'à Montego Bay, sur la côte nord. Le réseau ferroviaire jamaïcain a été fermé en 1992.
Kingston abrite le quartier populaire de Trenchtown, quartier d'origine des artistes jamaïcains de renommée mondiale : Bob Marley, qui a démocratisé le style musical du reggae, Peter Tosh ou encore Burning Spear. Elle a en outre donné son nom à la célèbre chanson du groupe UB40 Kingston town (reprise de Lord Creator). La ville de Kingston est très marquée, et plus particulièrement dans les quartiers sud, par l'influence rastafari dont le porte-parole fut Bob Marley. Mais ces quartiers sont aussi les plus pauvres et les plus insalubres de la ville.

## Quartiers et districts
- Six Miles
- New Haven
- Duhaney Park
- Pembroke Hall
- Olympic Gardens
- Constant Spring
- Liguanea
- Tivoli Gardens
- Cross Roads
- Molynes Gardens
- Three Mile
- Four Mile
- Havendale
- Port Royal
- Cockburn Gardens
- Waterhouse
- Newport West
- Delacree Park
- Trenchtown
- Whitfield Town
- Greenwich Town
- New Kingston
- Kencot
- Richmond Park
- Vineyard Town
- Mountain View Gardens
- Meadowbrook
- Eastwood Park
- Grants Pen
- Barbican
- Cherry Gardens
- Norbrook
- Mannings Hill
- Red Hills
- Hope Pastures
- Mona Heights
- Beverly Hills
- Rollington Town
- Bournemouth Gardens
- Norman Gardens
- Harbour View
- Maxfield

## Transports
Kingston est desservi par deux aéroports :
- Aéroport international Norman Manley de Kingston (code AITA : KIN, code OACI : MKJP), appelé autrefois Palisadoes Airport, hub de la compagnie Air Jamaica,
- Aérodrome Tinson Pen (code ATA :KTP).

Le port de Kingston (Kingston Harbour) est le septième plus grand port maritime naturel au monde.
La gare de Kingston est fermée depuis  1992 comme l'ensemble  du réseau  ferroviaire jamaïcain.

## Jumelages
Kingston est jumelée avec :
| - Miami, USA - Kalamazoo (Michigan), USA - Topeka, USA - Coventry, Angleterre, Royaume-Uni, | - Guadalajara, Mexique - Shenzhen, république populaire de Chine,. - Panevėžys, Lituanie |

## Personnalités liées à Kingston
- Samuel Felsted (1743-1802), organiste et compositeur.

- Adolphe Duperly (1801-1840), lithographe et photographe, qui a créé à Kingston en 1840 le premier atelier photographique de Jamaïque.
- Alice Garoute (1874-1950), suffragette et défenseure des droits des femmes, dont la famille s'est exilée à Kingston.
- Bessie Stringfield (1911-1993), motocycliste américaine.
- Lucille M. Mair (1924-2009), diplomate et universitaire jamaïcaine spécialiste du genre.
- Elsa Goveia (1925-1980), historienne, professeure.
- Count Ossie (1926-1976), musicien rasta.
- Coxsone Dodd (1932–2004), producteur de musique reggae.
- Desmond Dekker (1941-2006) chanteur et auteur.
- Frederick Toots Hibbert (né en 1942), chanteur de roots reggae et de ska.
- Christine Craig (née en 1943), écrivaine jamaïcaine.
- Ras Michael (né en 1943), chanteur de reggae.
- Anton Phillips (né en 1943 à Kingston), acteur.
- Bob Marley (1945-1981), chanteur auteur-compositeur-interprète de reggae.
- Aston "Family Man" Barrett (né en 1946), bassiste.
- Lennox Miller (1946-2004), athlète spécialiste du sprint.
- Willard White (né en 1946), chanteur d'opéra.
- Lorna Goodison (née en 1947), poète et écrivaine, poète lauréat Jamaïcaine 2017-2020.
- Gregory Isaacs (1951-2010), chanteur de reggae.
- Sly Dunbar (né en 1952), musicien de reggae, producteur de musique Dub.
- Dennis Brown (1957-1999), chanteur de reggae.
- Early B (1957-1994), reggae deejay.
- Eek-A-Mouse (né en 1957), chanteur de reggae.
- Chili Davis (né en 1960), joueur en Ligue Majeure de Baseball.
- Camille Turner (1960-), artiste multidisciplinaire, conservatrice et éducatrice canadienne.
- Patrick Ewing (né en 1962), joueur de basket ball All-Stars avec les New York Knicks.
- Courtney Walsh (né en 1962), joueur de cricket.
- John Barnes (né en 1963), footballeur anglais.
- Claudia Rankine (née en 1963), poétesse américaine.
- Sophia George (née en 1964), chanteuse née à Kingston.
- Junior Reid (né en 1965), chanteur de reggae.
- Bushwick Bill (né en 1966), du groupe de rap Geto Boys.
- Shaggy (né en 1968), chanteur de reggae.
- Ziggy Marley (né en 1968), artiste de reggae et fils de Bob Marley.
- Walter Boyd (né en 1972), footballeur international.
- Bounty Killer (né en 1972), artiste de dancehall.
- Beenie Man (né en 1972), artiste de dancehall.
- Buju Banton (né en 1973), chanteur de reggae.
- Sean Paul (né en 1973), artiste de dancehall / reggae.
- Canibus (né en 1974), rappeur d'origine jamaicaine naturalisé américain.
- Elephant Man (né en 1975), artiste de dancehall.
- Lisa Hanna (née en 1975), Miss Monde 1993, femme politique
- David Johnson (né en 1976), footballeur.
- Vybz Kartel (née en 1976), artiste de dancehall.
- Damian Marley (né en 1978), artiste de reggae et plus jeune fils de Bob Marley.
- Chris Gayle (né en 1979), joueur de cricket.
- Usain Bolt (né en 1986), athlète.
- Shelly-Ann Fraser-Pryce (née en 1986), athlète.
- DJ Kool Herc (Clive Campbell) (né en 1955), artiste.
- Amy Jacques Garvey (1895-1973), militante jamaïcaine pour l'égalité des droits.
- Luton Shelton (1985-2021), joueur de football jamaïcain.

## Sports

### Équipes de la ville
Le rugby à XIII se développe dans la ville, puisque deux clubs ont été créés dans la capitale, les Washington boulevard bulls, et les Duhaney Red Sharks. Tous deux disputent le Championnat de Jamaïque de rugby à XIII. 